# Anastasiusmauer

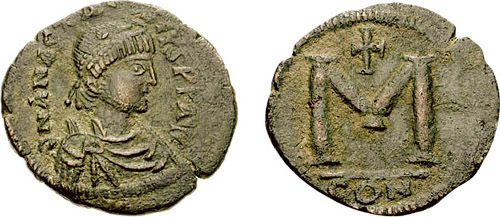
Münzbild des Anastasios

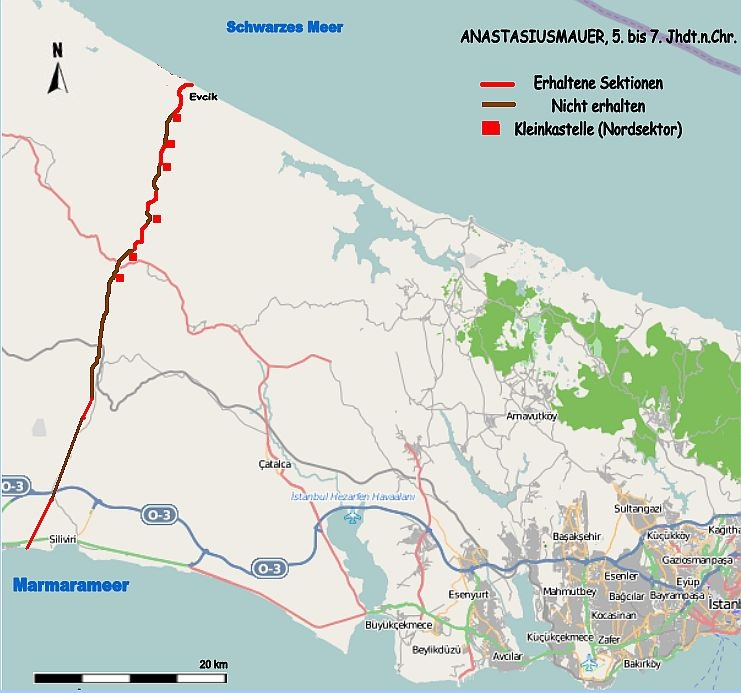
Verlauf der Anastasiusmauer

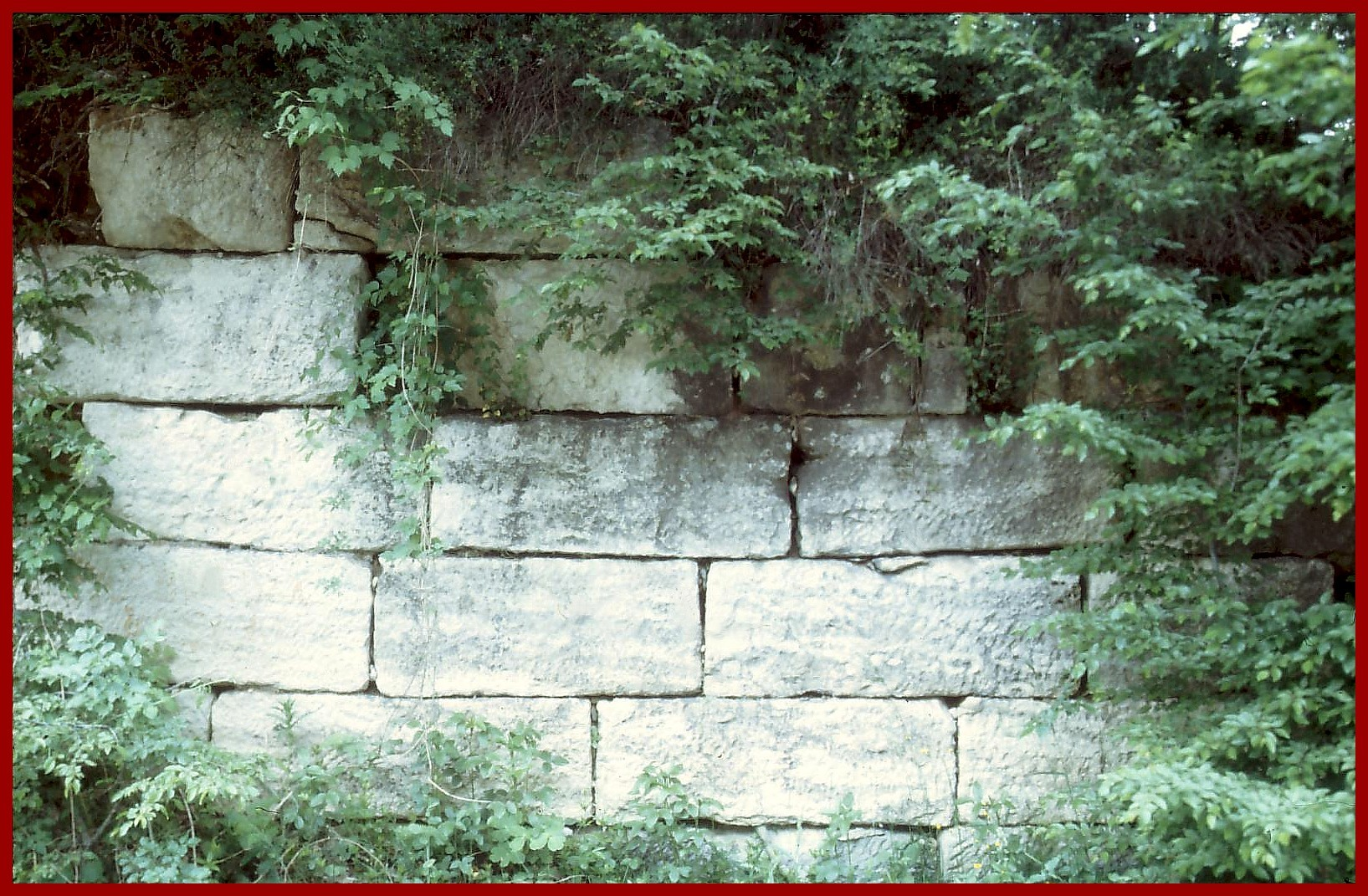
Innenseite der Anastasiusmauer bei Karacaköy

Die Anastasiusmauer oder Lange Mauer ist eine nach dem oströmischen Kaiser Anastasios I. (491–518) benannte Sperrmauer zum Schutz der Hauptstadt Konstantinopel. Sie erstreckte sich vom Marmarameer bis zum Schwarzen Meer.
Die Sperrmauer stellt eine der größten Verteidigungsanlagen der römischen Antike in Europa dar und ist in ihren Dimensionen mit dem Hadrianswall vergleichbar. Von ihr hat sich bis heute etwas weniger als die Hälfte ihrer Bausubstanz erhalten. Besonders in den dicht bewaldeten Regionen des nördlichen Sektors ist sie noch in einem verhältnismäßig guten Zustand. Teilweise erreicht sie dort noch eine Höhe von bis zu vier Metern. Vom südlichen Sektor sind heute kaum noch Reste zu sehen. Neben der Mauer selbst sind noch vereinzelt Gräben, Tore und Festungen erhalten geblieben. In den antiken Quellen wird sie als „Lange Mauer“ (griech.: ta makra teiche) oder auch „Langer Wall des Anastasios“ (griech.: to makron teichos to legomenon Anastasiakon) bezeichnet.
In der Neuzeit bedrohten immer wieder Straßenbauarbeiten die Anlage. Von 1994 bis 2000 wurde die Anastasiusmauer im Rahmen eines britischen Forschungsprojektes unter Leitung von James Crow (University of Newcastle-upon-Tyne) umfassend erforscht.

## Lage
Die Mauer befindet sich etwa 65 Kilometer westlich des heutigen Istanbul und riegelte die Halbinsel, an deren Ostspitze sich die Stadt befindet, ab. Sie verläuft in Nord-Süd-Richtung von der Ortschaft Evcik İskelesi am Schwarzen Meer bis zum Marmarameer, an dessen Küste sie etwa sechs Kilometer westlich von Silivri endet.

## Funktion
Die Mauer diente laut Johannes Malalas zur Sicherung der Hauptstadt sowie der Provinz Europa vor Einfällen der Hunnen, Awaren, Slawen und Protobulgaren aus dem Westen, nicht aber – wie man lange irrtümlich vermutete – auch der Hauptwasserleitung von Konstantinopel. Die Aquädukte verlaufen zu weit westlich, als dass die Mauer einen wirksamen Schutz hätte bieten können. Die Anastasiusmauer war als eine vorgelagerte Verteidigungslinie der oströmischen Hauptstadt und der westlich von ihr gelegenen Städte Rhegion und Selymbria (Silivri) konzipiert. Sie stand auch für eine neue Verteidigungsstrategie des Oströmischen Reiches, denn die Zeiten der offensiven Vorwärtsverteidigung waren vorüber und auch der Limes an der Donaugrenze bot keinen Schutz mehr. Ostrom blieb nur die Wahl sich einzuigeln, Defensive und Bewahrung der noch vorhandenen Provinzen hatten nun oberste Priorität. Von Edward Gibbon wurden die Grenzmauern deswegen auch als „last frontier“ bezeichnet.

## Datierung
In dem – in diesem Zusammenhang nicht sehr zuverlässigen – Chronicon Paschale (Osterchronik) von 629 wird als Gründungsdatum der Mauer das Jahr 507 angegeben. Vermutlich entstanden aber erste Sperrwerke schon um 469 oder 478, in den Regierungszeiten der Kaiser Leo I. (457–474) und Zenon (476–491). Zwischen 490 und 500 fielen die Protobulgaren wiederholt in Thrakien ein. Nach 502 ebbten diese Überfälle wieder ab. Anastasius ließ vermutlich die Sperrmauer in diesen Jahren vollständig ausbauen und später noch weiter verstärken. In den dafür maßgeblichen Quellen wird er mehrfach als eigentlicher Auftraggeber dieses Bauwerkes erwähnt.
In der Vita des Säulenheiligen Daniel aus der Zeit des Kaisers Leo I. und in einem Fragment des Geschichtswerkes des Historikers Malchos aus dem späten 5. Jahrhundert ist ebenfalls von einer Langen Mauer die Rede. In der Antike existierten allerdings schon weit früher mehrere derartige Bauwerke, wie beispielsweise die berühmten Sperrmauern der Hafenanlagen von Athen in Piräus und Phaleron. Die Halbinsel Gallipoli war durch eine schon im späten 6. Jahrhundert v. Chr. unter Miltiades dem Älteren angelegte Sperrmauer zum Landesinneren hin geschützt, den sogenannten Chersones-Wall. An der nördlichen Sektion der Stadtmauer der Hafenstadt Salmydessos fand man archäologische Hinweise auf eine Verbindung der Stadtbefestigungen und des Chersones-Walles mit der Anastasiusmauer. Vermutlich beziehen sich die Erwähnungen in der Daniels-Vita und bei Malchos auf dieses Bauwerk. Konstantinopel wurde im 5. Jahrhundert mehrmals angegriffen und belagert, vorgelagerte Mauern werden aber in den zeitgenössischen Quellen mit keinem Wort erwähnt. Anders verhält es sich um 500, als die Mauer des Anastasius in den Schilderungen der Chronisten immer wieder eine tragende Rolle spielt. Bei archäologischen Untersuchungen konnte eindeutig nachgewiesen werden, dass diese Mauer aus der Zeit des Anastasios stammt. Da der Kaiser gemäß einer Aussage in der „Geheimgeschichte“ des Prokopios von Caesarea bei seinem Tode einen Staatsschatz von 320.000 Pfund Gold hinterließ, wirtschaftete er bei der Errichtung der Verteidigungsanlage äußerst maßvoll.

## Entwicklung
Der Mauerbau war nicht die einzige Maßnahme, die Anastasios zum Schutz der NW-Flanke des Reiches in Angriff nahm. Der Kaiser versuchte auf diese Weise vor allem die Kerngebiete Ostroms zu schützen. Er löste die Diözese Thrakien auf und unterstellte das Gebiet zwischen der Mauer und Konstantinopel zwei vicarii, Beamten der Ziviladministration, die dem Praefectus praetorio Orientis unterstellt waren. Für die militärischen Belange war ein magister militum praesentalis, der höchste Militärbefehlshaber des Reiches, zuständig. Die Verteilung der Aufsicht auf die beiden vicarii konnte sich aber auf Dauer nicht bewähren, da Justinian 535 das Amt eines praetor Iustinianus in Thracia einrichtete, die Diözese Thracia wiederherstellte und die Region als neue Provinz Europa verwalten ließ. Zusätzlich wurden einige Kastelle und Städte an der Schwarzmeerküste (Scythia) und der unteren Donau wieder aufgebaut bzw. verstärkt, was der zeitgenössische Geschichtsschreiber Prokopios in seinem Werke „Die Bauten“ erwähnt. Derartige militärische Baumaßnahmen wurden teilweise schon unter Anastasios eingeleitet.
Aufgrund ihrer außergewöhnlichen Länge war es laut Prokopios sehr schwierig, die Anastasiusmauer ausreichend zu bemannen. Deswegen lobt er Kaiser Justinian in seinem Werke dafür, dass er die Wachmannschaften verstärkt habe. Den Protobulgaren und Kutriguren gelang es 540 bzw. 558/559 dennoch, sie ohne große Mühe zu überwinden, da das Reich unter einem chronischen Mangel an ausgebildeten Soldaten litt und auch das Erdbeben von 557 schwere Schäden angerichtet hatte. Trotz der anscheinend großen Eile bei ihrer Errichtung kann die Bauausführung den für spätantike Befestigungen üblichen Qualitätsstandard durchaus erreichen, wie die aus regelmäßigen Quadern gefertigte Innenseite zeigt. 558 war es dem strategischen Geschick des Feldherren Belisar zu verdanken, dass dem Kaiser eine katastrophale Niederlage erspart blieb. Justinian begab sich daraufhin persönlich nach Selymbria, um den Wiederaufbau der Langen Mauern selbst zu beaufsichtigen. Dies ist ein Indiz dafür, dass diese für ihn eine große Bedeutung besaß, da der Kaiser ansonsten nur selten seine Hauptstadt verließ. Von 577 bis 619 konnten wiederholt Angriffe der Awaren und Slawen auf die Mauer abgewehrt werden. Im Jahr 626 wurde sie aber dann doch von den Awaren überrannt, da sich fast das gesamte oströmische Heer unter Kaiser Herakleios auf einem Feldzug gegen die Perser befand. Die Awaren belagerten daraufhin zwar Konstantinopel, doch konnten sie letztlich unter Aufbietung aller verfügbaren Kräfte zurückgeschlagen werden.
Auch wenn die Anastasiusmauer in den Quellen immer wieder erwähnt wird und anscheinend auch weiter instand gehalten wurde, scheint sie in späterer Zeit bei der Verteidigung der Hauptstadt keine große Rolle mehr gespielt zu haben. Im 7. Jahrhundert wurde sie endgültig aufgegeben, da sie sich insgesamt als zu wenig effektiv erwiesen hatte und aufgrund der immer knapper werdenden Ressourcen des Reiches kein Bewachungspersonal und keine Mittel für die Erhaltung mehr aufgebracht werden konnten. Die Mauer wurde über die Jahrhunderte von der umliegenden Bevölkerung als Steinbruch benutzt, was ihren Verfall erheblich beschleunigte.

## Gesamtanlage
Die etwa 3,30 m breite und fünf Meter hohe Mauer erstreckte sich nach ihrer Fertigstellung über eine Länge von rund 56 Kilometern. Laut Prokopios benötigte man zwei Tage, um von einem Ende zum anderen zu gelangen. Auf ihrer Oberseite befand sich ein durchgehender Wehrgang, der beiderseits mit Zinnen als Brustwehr ausgestattet war. Vor der Mauer wurde feindseitig ein Graben als Annäherungshindernis angelegt.
Zusätzlich wurde sie mit zahlreichen Türmen unterschiedlicher Größe verstärkt, die zu Beobachtungs- und Signalzwecken dienten. Wie bei der älteren Stadtmauer von Konstantinopel hatten diese entweder einen rechteckigen oder fünfeckigen Grundriss, und ebenso wie dort war die Mauer selbst anscheinend aus regelmäßig aufgebauten Lagen von Ziegeln und Steinen errichtet. Die etwas größeren, fünfeckigen Türme standen an besonders exponierten Stellen oder an Punkten, an denen der Mauerverlauf einen Richtungswechsel vornahm; zwischen ihnen waren die etwas kleineren, quadratischen Türme positioniert. Bei der Ortschaft Cilingir Tepe beträgt der Abstand zwischen ihnen nur etwa 45 m, bei Dervis Kapi etwa auf der Hälfte der Gesamtlänge hingegen schon 120–160 m. Im durch die Via Egnatia verkehrsmäßig gut erschlossenen Süden standen sie also dichter beieinander als im Norden. Vermutlich gelangte man ausschließlich durch Treppenaufgänge in den Türmen auf den Wehrgang der Mauer. Der Hauptdurchgang nördlich des Dervis Kapi wurde durch Kleinfestungen gesichert (türk. bedesten = Steinbau), nämlich durch eine kleinere (Kücük Bedesten) und eine größere (Büyük Bedesten) mit Wehrgräben; nahe dieser Festung wurde ein weiterer sechseckiger Turm nachgewiesen. Die Kleinkastelle standen in einem Abstand von 3,5 km voneinander und beherbergten die Wachmannschaften. Im zentralen Sektor der Mauer befand sich zusätzlich ein 250 × 300 m großes Kastell (Kastron). Nördlich von Büyük Bedesten liegt auf dem Hügel von Kuskaya Tepe (378 m) der höchste Punkt des Mauerverlaufs, von wo aus bei günstigem Wetter die Sicht bis an die Küste des Schwarzen Meeres im Norden und an das Marmarameer im Süden reicht. Wie viele Soldaten zur Bewachung der Mauer abgestellt waren, ist unbekannt. Wahrscheinlich wurden größere Truppeneinheiten nur im Krisenfall an den Wall verlegt. Hierauf weist eine Episode im Oktober 610 hin, als Kaiser Phokas einen seiner Kommandeure beauftragte, die Mauer gegen den Vormarsch seines Rivalen Herakleios zu verteidigen.
Im Nordabschnitt der Anastasiusmauer sind heute noch ansehnliche Reste mit einer Höhe von rund vier Metern entlang einer Straße zu sehen, die vom Ort Karacaköy bis hin zum Schwarzen Meer führt, wo die Mauer auf einem Hügel beim Dorf Evcik Iskalesi endet. Die sehr regelmäßig errichtete Innenseite der Mauer besteht aus Lagen von Quadern, die aus dem dichten Buschbewuchs hervortreten; im Inneren der Zweischalenmauer befindet sich ein Gemenge aus vermörtelten Bruchsteinen. In dieser Gegend sind nicht nur kleinere Tore, sondern auch Türme auszumachen, von denen ein viereckiges Exemplar auf dem Hügel von Hisar Tepe kurz vor dem eigentlichen Mauerabschluss an der Küste stand.